# Jouvea
Jouvea es un género de plantas herbáceas perteneciente a la familia de las poáceas. Es originario de California a Centroamérica.

## Descripción
Son plantas perennes estoloníferas, dioicas. Tallos ramificados, glabros. Hojas caulinares; vainas redondeadas; la lígula una membrana ciliada; láminas lineares, punzantes. Inflorescencias unisexuales, dimorfas. Inflorescencia estaminada una espiga, terminal y axilar, 1-3 agrupadas en cada axila, las espiguillas adpresas a lo largo de 2 lados de un raquis triquetro, delgado, traslapándose. Espiguillas estaminadas sésiles, con numerosos flósculos, lateral y fuertemente comprimidas, carinadas; gluma inferior ausente o diminuta; gluma superior linear-lanceolada, 1-nervia, más corta que el primer flósculo; lemas débilmente 3-nervias; páleas tan largas como las lemas; raquilla no articulada; lodículas 2; estambres 3. Inflorescencia pistilada terminal y axilar, un cuerpo corniforme rígido de punta aguzada, generalmente varios agrupados y todos, excepto el terminal, subyacentes de un profilo prominente; cuernos falcados, cilíndricos, duros, acerosos, conteniendo varios pistilos, atenuados a una base y un ápice rostrados, desarticulándose fácilmente; cada pistilo sellado dentro de una cavidad linear en el interior esponjoso; pálea pequeña, 2-carinada pero enervia; estaminodios 3; lodículas ausentes; estilo 1, emergiendo a través de un pequeño ostíolo apical; estigmas 2. Fruto una cariopsis linear, desnuda dentro de la cavidad o acompañada de una pálea pequeña; embrión de 1/3 la longitud de la cariopsis; hilo punteado.

## Taxonomía
El género fue descrito por Eugène Pierre Nicolas Fournier y publicado en Bulletin de la Société Botanique de Belgique 15(3): 475. 1876. La especie tipo es: Jouvea straminea E. Fourn.
Etimología
Jouvea: nombre genérico que fue otorgado en honor del botánico francés
Joseph Duval-Jouve (1810–1883)

## Especies aceptadas
A continuación se brinda un listado de las especies del género Jouvea aceptadas hasta mayo de 2015, ordenadas alfabéticamente. Para cada una se indica el nombre binomial seguido del autor, abreviado según las convenciones y usos.	
- Jouvea pilosa (J. Presl) Scribn.
- Jouvea straminea E. Fourn.